# محمد رجا الدريني
ولد الأستاذ الدكتور محمد رجاء الدريني في بلدة العباسية قرب مدينة يافا عام 1930 م، وحصل على الدكتوراة في الأدب الإنكليزي من جامعة عين شمس -القاهرة، عام 1977م، وكان قد حصل على الماجستير في الأدب الإنكليزي من جامعة كنتاكي بالولايات المتحدة الأمريكية عام 1960.
مارس التدريس منذ عام 1950 فدرس الأدب الإنكليزي (الرواية) في العديد من الجامعات الأمريكية والعربية 

## أهم الأعمال
تتنوع أعمال الدكتور محمد الدريني بين الترجمة والدراسات الأدبية ومن أهم أعماله:
- لورنس ومحفوظ دراسة أدبية سيكولوجية مقارنة - محمد رجاء الدريني - حوليات كلية الآداب - جامعة الكويت - 1984 [2]
- أبناء وعشاق لـ د. هـ. ديفيد هربرت لورانس و «السراب» لنجيب محفوظ: دراسة مقارنة في التكنيك [3]
- رحلات جلفر: الرحلة إلى ليليبوت: دراسة أدبية نقدية (باللغة الإنجليزية)
- رحلات جلفر في موطنه الأصلي وفي العالم العربي: مسيرة متعثرة (باللغة الإنجليزية)
- النزوع اليوتوبي خارج اليوتوبيات الأدبية (باللغة الإنجليزية).
- (أبناء وعشاق) لـ د. هـ. لورانس و (السراب) لنجيب محفوظ: دراسة مقارنة في التكنيك.[4]
- رحلات جلفر - جوناثان سويفت - ترجمة [5]
- دنيا زوال: مسرحية من تأليف موس هارت، جورج كوفمان - ترجمة [6]
- الناشزون: مسرحية- تأليف آرثر ميللر؛ - ترجمة [7]

- تكنولوجيا السلوك الإنساني/ ب. ف. سكينر؛ ترجمة عبد القادر يوسف؛ مراجعة محمد رجا الدريني - سلسلة عالم المعرفة.[8]
- الايديولوجيا واليوتوبيا: مقدمة في سوسيولوجيا المعرفة / تاليف كارل مانهايم، ترجمة محمد رجا عبد الرحمن الدرينى.[9]